# Barnaba Zirkel
Barnaba Zirkel  SSpS (* 5. April 1877 in Dansenberg, jetzt Kaiserslautern; † 6. Februar 1944 in der Bismarcksee) war eine deutsche Steyler Missionsschwester und Märtyrin.

## Leben
Sophie Zirkel wuchs als ältestes von 10 Kindern eines Schuhmachers auf und arbeitete als Krankenschwester und Hebamme. Am 27. Mai 1905 trat sie in Steyl bei den Steyler Missionsschwestern ein und begann am 10. Juni 1906 das Noviziat unter dem Ordensnamen Barnaba (nach dem Apostel Barnabas). Am 8. Dezember 1907 legte sie ihre Zeitlichen Gelübde ab und reiste mit anderen vom 22. Juni bis zum 10. August 1908 nach Alexishafen in die Papua-Neuguinea-Mission, wo sie am 5. Oktober 1913 die Ewigen Gelübde ablegte. Mehr als 30 Jahre lang wirkte sie als vielgefragte Krankenschwester.
Nach der Besetzung Neuguineas durch die japanischen Invasionstruppen 1942 wurde sie zusammen mit Bischof Franziskus Wolf und zahlreichen Mitbrüdern und Missionsschwestern in einem Sammellager auf der Vulkaninsel Manam interniert, wo sie an Unterernährung litten und an Malaria erkrankten. Am 5. Februar gingen sie unter Protest auf das japanische Transportschiff Yorishime Maru, das am 6. Februar nachts von der amerikanischen Luftwaffe angegriffen wurde. Es starben 46 Menschen, darunter Barnaba Zirkel. Eine Gedenkstätte befindet sich in Alexishafen.

## Gedenken
Die Römisch-katholische Kirche in Deutschland hat Schwester Barnaba Zirkel als Märtyrin in das deutsche Martyrologium des 20. Jahrhunderts aufgenommen.